# Una canción de amor
Una canción de amor (Un chant d'amour en su título original) es una película de mediometraje francesa, de Jean Genet, rodada en 1950 y estrenada en 1975.
Se trata de la única incursión en el cine de Jean Genet, y aborda de manera directa el tema de la homosexualidad, en el momento un asunto tabú en la gran pantalla. Además, contiene escenas de sexo explícito y desnudos frontales masculinos. Por todo ello, hubieron de transcurrir 25 años hasta que fue posible su estreno.

## Argumento
En una cárcel francesa, desde sus respectivas celdas, dos presos consiguen comunicarse a través de un agujero en el muro que los separa. Ambos terminan estableciendo un contacto amoroso y erótico, usando diferentes objetos como una caña, a través de la que comparten el humo de sus cigarrillos. El carcelero los observa silencioso en un acto de voyeurismo. En un arranque aparentemente de celos, irrumpe en la celda del mayor de los prisioneros, y lo amenaza con su pistola, introduciéndo el arma en su boca, en evocación de una felación. En una ensoñación, el vejado imagina consumar su amor en libertad. De vuelta a la realidad, el carcelero se retira y observa desde la lejanía cómo uno de los presos consigue hacer llegar al otro, a través de las ventanas de sus celdas, un ramo de flores.

## Ficha técnica
- Título original: Un chant d'amour (título alternativo: Poursuite)[5]
- Dirección: Jean Genet
- Escenografía: Jean Genet
- Decorados : Maurice Colasson
- Fotografía : Jacques Natteau,[6] Jean Cocteau
- Montaje : Jean Genet
- Música: Gavin Bryars
- Producción : Nikos Papatakis
- Productora : Argos Films (France)
- Formato : 35 mm — blanco y negro — película muda
- Género: cine experimental,[5] Cine LGTB
- Duración: 25 min 23 s

## Reparto
- Java
- André Reybaz
- Lucien Sénémaud
- Coco Le Martiniquais